# Виктор Иванчић
Виктор Иванчић (Сарајево, 8. октобра 1960) јесте југословенски новинар и публициста. Најпознатији је као оснивач и дугогодишњи главни уредник сатиричног недељника Feral Tribune.

## Биографија
Сплићанин Иванчић је уређивао студентски рад Факултета електротехнике, стројарства и бродоградње Свеучилишта у Сплиту. У жижу јавности дошао је 1980-их као члан ВИВА ЛУДЕЖ, триа младих хумориста који су писали за хумористичке рубрике сплитских новина и часописа попут Слободне Далмације, Недјељне Далмације и Омладинске Искре. У тим недељним прилозима, који ће на крају постати Ферал Трибуне, налазила се његова редовна рубрика Биљежница Робија К., у којој је давао сатиричне коментаре на важне друштвене и политичке догађаје виђене очима једног основношколца.
Првих година хрватске самосталности Иванчић и Ферал Трибуне су дошли у сукоб са владом Фрање Туђмана и његовом Хрватском демократском заједницом (ХДЗ). Почетком 1993. године Слободну Далмацију преузима Мирослав Кутле, бизнисмен који је близак Туђмановом десној руци Гојку Шушку.
Међутим, неколико месеци касније, Ферал Трибјун се појавио као двонедељник, који је постао недељник у децембру 1993. Виктор Иванчић постао је главни уредник листа. Током његовог мандата, часопис је био један од првих који је отворено критиковао власт, разоткрио ратне злочине Хрватске војске, као и улогу ХДЗ-а у најконтроверзнијим аспектима приватизације и других скандала.
Иванчић је добио високе похвале својих колега за свој труд и добио многе престижне новинарске награде. Туђманова влада је, с друге стране, реаговала кампањом која је укључивала контроверзне порезе на порнографију, тужбе за клевету, кривичне пријаве против запослених у Фералу и економску саботажу преко владиних предузећа. Нешто од тога било је усмерено и на самог Иванчића. Убрзо након што је добио јавну пријетњу смрћу од највиших функционера ХДЗ-а, Иванчић је 31. децембра 1993. мобилисан у Хрватску војску. Дат му је отпуст из војске – коју је служио у 4. гардијској бригади – за кратко време, након низа међународних протеста.
Крајем 1990-их Иванчић је престао да буде главни уредник Ферала, али је наставио да ради у часопису као колумниста. Неке од његових колумна касније су објављене као књиге. Након што је Ферал Трибуне престао да постоји 2008. године, придружио се националном недељнику Новости где и даље редовно пише као колумниста.
Иванчић је 2017. године потписао Декларацију о заједничком језику Хрвата, Срба, Бошњака и Црногораца.

## Дела
- Биљежница Робија К., приче, Ферал Трибуне (четири издања од 1995.)
- Точка на У – случај Шакић': 'анатомија једног скандала”, Ферал Трибуне (1998., 2000.)
- Ломача за протухрватски блуд: огледи о туђманизму', Ферал Трибуне (2003.)
- Шамарање вјетра – огледи о посттуђманизму', Ферал Трибуне (2003.)
- Вита ацтива', роман, Ферал Трибуне, Фабрика књига, Дани (три издања од 2005.)
- Роби К., приче у два тома, Фабрика књига (2006.)
- Анимал Цроатица: огледи о домољубљу, Фабрика књига (2007.)
- Планински зрак, роман, Фабрика књига (2009.)
- Зашто не пишем и други есеји, Фабрика књига (2010.)
- Роби К. – Трећи јуриш, приче, Фабрика књига (2011.)
- угославија живи вјечно – документарне басне, Фабрика књига (2011.)
- Радници и сељаци, Фабрика књига (2014.)
- Свирање средњем курсу: о биједи хрватске социјалдемокрације, Фабрика књига (2015.)